# リュベルツィ
座標: 北緯55度41分 東経37度53分 / 北緯55.683度 東経37.883度

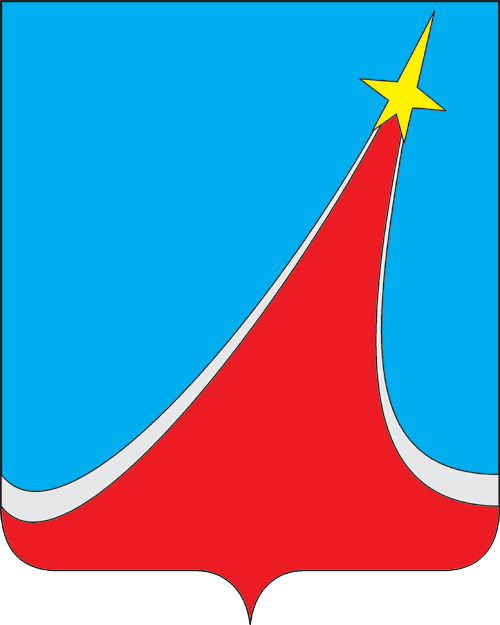
リュベルツイの紋章

リュベルツィ （ロシア語: Люберцы́, Lyubertsy) は、ロシア・モスクワ州の都市。人口は22万4195人（2021年）。首都モスクワから南東へ20kmの位置にあり、モスクワと接している。その他にジェルジンスキー、コテリニキなども隣接している。

## 歴史

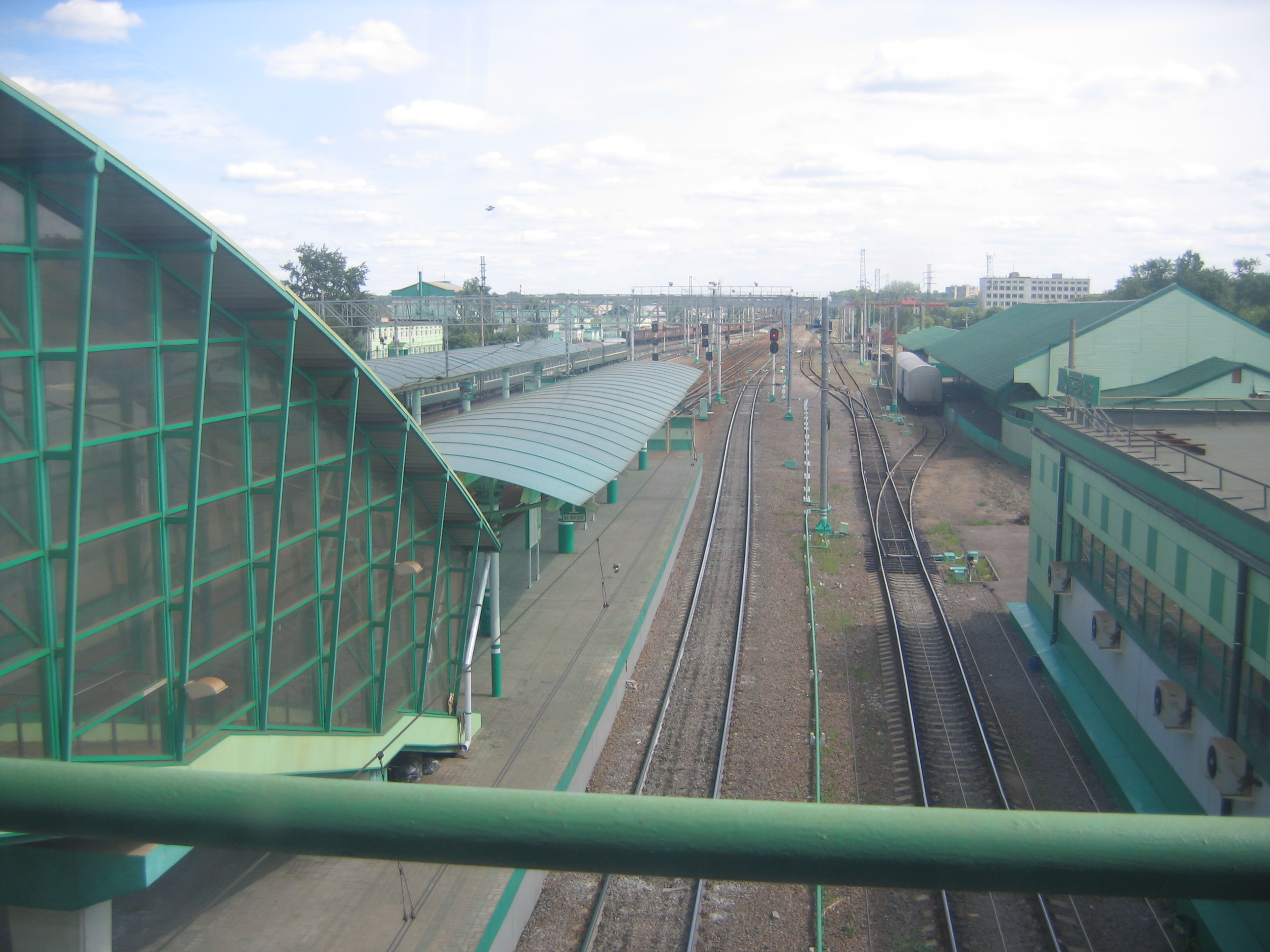
リュベルツィ駅

リュベルツィが記録に初出したのは1621年のことで、当時はリベリツィ＝ナザロヴォ（Либерицы-Назарово）という村であった。もっとも1623年にハザルツェヴォ（Хазарцево）という名で記録に初出したという説もあり、リュベルツィの町の誕生を祝う式典などではこの年代を採る場合も多い。
18世紀初頭にはピョートル1世の友人である政治家・軍人アレクサンドル・メンシコフの領地で、18世紀半ばにはカール・ペーター・ウルリヒ公（後のピョートル3世）の領地となった。19世紀までは農村であったが、19世紀末に隣接するモスクワの人口が激増し、さらにモスクワからリャザンを経てカザンへつながる鉄道がリュベルツィを通ると、リュベルツィはモスクワの衛星都市として発展し、ダーチャ、邸宅、工場などが数多く建ち始めた。
リュベルツィは1925年に市となり、1930年代にはさらにいくつかの村を併合して大きくなった。

## 経済
住民の多くはモスクワへ通勤している。一方でリュベルツィは単なる住宅地ではなく、大きな産業都市でもある。20以上に及ぶ工場の多くは機械工業を主とし、その中にはカモフ（旧カモフ設計局）のヘリコプター工場もある。その他、建材、食品、軽工業などが立地する。リュベルツィでは今でも農業が産業において一定の割合を占め、大きな農場などが経営されている。

## 交通
リュベルツィには、モスクワ-コロムナ-リャザン-ペンザ-サマーラ-ウファを結ぶ高速道路M5が走り、モスクワを取り巻く環状自動車道路（MKAD）も交差する。またモスクワ-リャザン-カザン間の鉄道本線も通り、アルザマスへ向かう路線がここで分かれている。市内には4つの駅があり、モスクワとの間には近郊電車（エレクトリーチカ）が走っている。

## 出身者
- ユーリイ・ガガーリンは当地の学校に通っていた。政治家のセルゲイ・アベルツェフの出身地でもある。
- ロシアのロックバンド、リュベー（раменье）は1989年にリュベルツィで結成された。
- アナトーリイ・プリスターフキン - 作家。代表作に『コーカサスの金色の雲』。